# Segunda expedición auxiliadora al Alto Perú
Luego de que las fuerzas realistas al mando de José Manuel de Goyeneche lograran expulsar a las tropas del Ejército del Norte del Alto Perú, culminó la primera expedición auxiliadora al Alto Perú. Goyeneche además sofocó la segunda Revolución de Cochabamba y la insurrección de los partidos de Omasuyos, Pacajes y Larecaja, por lo que pudo trasladar su ejército a Chichas para invadir Salta y Jujuy. El gobierno de las Provincias Unidas del Río de la Plata nombró como nuevo comandante al general Manuel Belgrano en reemplazo de Juan Martín de Pueyrredón. Eustoquio Díaz Vélez fue nombrado mayor general o segundo jefe.

## Belgrano al frente del Ejército del Norte
En 1812, con nuevo comandante, Manuel Belgrano, la Junta decidió hacer una segunda campaña auxiliadora al Alto Perú, con un objetivo claro: derrotar definitivamente a los realistas ganadores en la batalla de Huaqui y por consiguiente levantar la moral de la población, decaída por el avance realista.

Ha determinado el gobierno con maduro examen confiar á Vuestra Señoría el mando en jefe del ejército del Perú, previniéndole que luego que reciba este oficio, entregue el del regimiento y de ese puesto al teniente coronel D. Gregorio Perdriel, y sin pérdida de momento parta por la posta á su destino, y puesto á la cabeza de aquella división, ciña sus operaciones á las instrucciones anteriormente comunicadas al general Pueyrredon, á las inclusas reservadas, y á las que dicte la necesidad.

El 26 de marzo, el coronel mayor Belgrano recibió de Pueyrredón el mando en la Posta de Yatasto (Salta) e inmediatamente avanzó hacia San Salvador de Jujuy, donde estableció un perímetro de defensa. Luego situó su campamento en Campo Santo.
La tarea de Belgrano en el Norte, al igual que la anterior en el Paraguay, tuvo tanto de política como de castrense; se confiaba en él para restaurar la moral de los habitantes de la región y desarmar a los realistas que había entre ellos, de los que no se contaban pocos en la jerarquía eclesíastica y las clases más pudientes. Se lo prefirió por ello a otros militares quizá más experimentados y capaces, como Eustoquio Díaz Vélez o Juan Ramón Balcarce, ambos con el grado de coronel y veteranos de numerosos enfrentamientos. Entre los oficiales jóvenes contó con varias figuras que se destacarían en lo sucesivo, como José María Paz, Manuel Dorrego (a quien en mayo nombró Jefe del Estado Mayor del Ejército) y Gregorio Aráoz de Lamadrid. Ya en Salta, recibiría el inestimable añadido del barón de Holmberg, artillero veterano de las guerras en Europa, que se haría cargo de su escasa artillería —apenas dos cañones en un primer momento— y sobre todo de la planificación estratégica.
La dotación de campaña era también reducida; sumaba unos 1500 hombres, de los cuales dos tercios eran de caballería, y solo poco más de 600 contaban con armas de fuego. Escaseaban asimismo las bayonetas, con lo que debieron improvisarse lanzas como armamento para la mayor parte de la tropa; aquellos oficiales que no podían aportar un sable propio carecían de él. La necesidad impuso una organización estricta, y Belgrano ocupó los primeros meses de su mando en establecer un hospital, un tribunal militar, un cuerpo destinado a la garantía de la provisión, una compañía de reconocimiento y en negociar la fabricación de municiones y vestuario. La relativa hostilidad de la población ante las exigencias de los porteños no simplificó las medidas; se hizo uso de las amistades de los naturales de la región, entre ellos Lamadrid, para colaborar con el reclutamiento de tropa. Fue crucial en este aspecto el apoyo de Martín Miguel de Güemes, cuya dificultosa relación personal con Belgrano llevaría a este a despacharlo rumbo a Buenos Aires en junio, antes de tener ocasión de entrar en combate.
En Salta chocó con una red que prestaba apoyo e información a los realistas de Goyeneche, encabezada por el obispo de la ciudad, a quien obligó a abandonar el territorio controlado por las fuerzas de la Junta. Pese a padecer paludismo él mismo y buena parte de su ejército, decidió avanzar hacia Cochabamba, en riesgo de caer en manos enemigas. La vanguardia al mando de Balcarce, comprendiendo el batallón de Pardos y Morenos y los dos regimientos de caballería de Húsares y Dragones, se adelantó hasta la quebrada de Humahuaca, mientras el resto del ejército tomaba posiciones en Jujuy. Celebró allí el segundo aniversario de la Revolución de Mayo, e hizo en esa ocasión bendecir la bandera blanquiceleste; la solemnidad bien planificada de la ocasión ayudó a paliar las dificultades que provocaban el apoyo a los realistas entre los habitantes de origen peninsular y la reticencia de la tropa al régimen prusiano de disciplina al que la sometía von Holmberg. Las medidas de orden se hacían cumplir a rajatabla, y Belgrano dictó un bando disponiendo la pena capital para quienes desobedecieran una orden expresa o difundieran noticias alarmantes. Uno de los desertores por la dura disciplina fue el oriental Venancio Benavídez, que se pasó a las fuerzas de Goyeneche, que ya habían tomado Cochabamba y lo informó de la dura situación del ejército de Belgrano. Con esta inteligencia, Goyeneche, a quien acababa de reforzar Pío Tristán, decidió avanzar hacia el sur y tomar ventaja, para ello contaba con 4 batallones de infantería, 1000 jinetes y 10 piezas de artillería. Belgrano ordenó la leva de todos los varones hábiles y en edad, formando un cuerpo de caballería irregular, pero recibió del gobierno central orden de retroceder hacia Córdoba.

## El Éxodo Jujeño y las batallas de Tucumán y Salta
Si es cierta, la pérdida total de Cochabamba, debemos esperar que el enemigo vuelva sus pasos contra nosotros, y será muy doloroso, muy contrario a nuestra opinión y muy perjudicial al espíritu público, si tenemos que dar pasos retrógrados, de que es indispensable la pérdida de intereses y perjuicios consiguientes a estos pueblos, que renovarán sus odios, si es que están amortiguados, o los aumentarán; (...) pues clamarán como lo hacen los del interior, que los porteños sólo han venido a exponerlos a la destrucción, dejándolos sin auxilios en manos de los enemigos, borrón que no debe caer en la inmortal Buenos Aires. Carta de Belgrano al gobierno

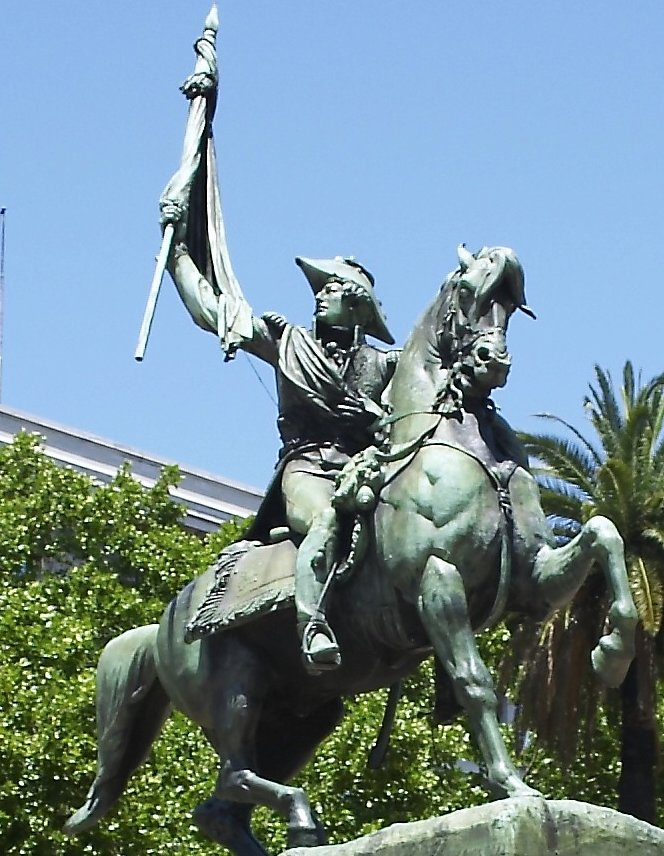
Manuel Belgrano, uno de los principales líderes revolucionarios, era un abogado y economista que debió improvisarse como militar para hacerse cargo de los ejércitos independentistas enviados al Paraguay y al Alto Perú. Estatua en la Plaza de Mayo (Buenos Aires).

Sin embargo, la situación se volvió muy crítica y a mediados de julio supo que las avanzadas realistas llegaban a La Quiaca y decidido a no dejar en manos del enemigo nada que le pudiese ser útil, organizó durante agosto el llamado "Éxodo Jujeño", ordenando a la población civil replegarse junto con el ejército y quemar todo lo que quedase detrás, para entorpecer el avance enemigo. El 21 de agosto Belgrano abandonó Humahuaca con la retaguardia del ejército, llegando el día 23 a la ciudad de San Salvador de Jujuy, que abandonó esa misma noche, que fue ocupada seguidamente por los realistas. El 26 de agosto se produjo el combate de Cobos, cuando la retaguardia patriota que se retiraba de Jujuy fue atacada en el Fuerte de Cobos por la vanguardia realista.
El 1 de septiembre los realistas ocuparon la ciudad de Salta. La retirada a contramarchas se produjo ordenadamente, con las tropas de Díaz Vélez formando una nutrida retaguardia y por el Camino de las Postas, pasando por Campo Santo y Cabeza de Buey en dirección a San José de Metán. Las tropas realistas, de 500 hombres al mando de los coroneles Llanos y Agustín Huici, alcanzaron a la retaguardia de Belgrano y la pusieron en fuga. El 3 de septiembre habían perseguido a la caballería irregular formada por los gauchos jujeños llamada "Los Patriotas Decididos" que era comandada por Díaz Vélez hasta las márgenes del río Las Piedras; allí se produjo el combate de Las Piedras. Aprovechando el terreno y con ayuda de von Holmberg, Belgrano decidió abrir fuego de su recién forjada artillería y revirtió la situación. La victoria de este combate dio nuevo ímpetu al ejército que continuó sin embargo su retirada hacia el sur.

### Desobediencia de Belgrano
El 27 de febrero el Primer Triunvirato había ordenado:

Si la superioridad de las fuerzas de Goyeneche le hicieron dueño de Salta, y sucesivamente emprendiese, como es de inferir, la ocupación del Tucumán, tomará V.S. anticipadas disposiciones para trasplantar a Córdoba la fábrica de fusiles que se halla en aquel punto, como la artillería, tropa y demás concerniente a su ejército.

Pero Belgrano tenía otro parecer:

V. E. debe persuadirse que cuanto más nos alejemos, más difícil ha de ser recuperar lo perdido, y también más trabajoso contener la tropa para sostener la retirada con honor, y no exponernos a una total dispersión y pérdida de esto que se llama ejército; pues debe saber cuánto cuesta y debe costar hacer una retirada con gente bisoña en la mayor parte, hostilizada por el enemigo con dos días de diferencia.

Sin embargo a las órdenes, Belgrano decidió retirarse hacia Tucumán. Para ello, abandonó el Camino de las Postas que lo llevaba a Tucumán siguiendo desde la Posta de Yatasto  el Camino de las Carretas hacia Santiago del Estero y Córdoba como se lo ordenaba el gobierno y engañando sobre su destino al ejército realista que se detuvo en Metán. Luego de pasar el pueblo de Burruyacú, viró hacia el sudoeste deteniéndose en La Encrucijada, abandonando el camino hacia Santiago del Estero. Desde allí destacó al coronel Juan Ramón Balcarce para adelantarse hasta la ciudad de San Miguel de Tucumán y proceder a organizar su defensa, con amplias facultades para reclutar soldados.
El Cabildo de Tucumán envió una diputación a Belgrano para que defienda su ciudad, lo cual este aceptó luego de exigir una importante contribución de dinero y soldados. Para ello contó con la colaboración de la importante familia Aráoz que ya contaba en las filas del ejército con dos oficiales de destacado valor: el mayor general Díaz Vélez y Gregorio Aráoz de Lamadrid.
El 12 de septiembre, ya sobre el río Salí, escribió al gobierno:

Son muy apuradas las circunstancias y no hallo otro medio que exponerme a una nueva lección: los enemigos vienen siguiéndonos. El trabajo es muy grande; si me retiro y me cargan, todo se pierde, y con ello nuestro total crédito. La gente de esta jurisdicción se ha decidido a sacrificarse con nosotros, si se trata de defenderla, y de no, no nos seguirá y lo abandonará todo; pienso aprovecharme de su espíritu público y energía para contener al enemigo, si me es dable, o para ganar tiempo a fin de que se salve cuanto pertenece al Estado. Cualquiera de los dos objetos que consiga es un triunfo, y no hay otro arbitrio que exponerse. Acaso la suerte de la guerra nos sea favorable, animados como están los soldados y deseosos de distinguirse en una nueva acción. Es de necesidad aprovechar tan nobles sentimientos que son obra del cielo, que tal vez empieza a protegernos para humillar la soberbia con que vienen los enemigos, con la esperanza de hacer tremolar sus banderas en esa Capital.

El 21 de septiembre acampó en San Miguel de Tucumán y se dedicó a la defensa contando con la suerte de que Tristán detuvo su avance en Metán creyendo que Belgrano huía hacia Santiago del Estero. De esa ciudad y de Catamarca se le sumaron contingentes de caballería denominados los Patriotas Decididos, de Díaz Vélez.
Cuando la vanguardia realista avanzó hasta Trancas, el coronel Huici se adelantó junto a dos compañeros y fue capturado por una partida al mando del capitán Esteban Figueroa, quien ese mismo día los entregó a Belgrano.

### Batalla de Tucumán
El 23 de septiembre Tristán acampó en Las Tapias, cerca de San Miguel de Tucumán y al día siguiente avanzó sobre la ciudad, obteniendo Belgrano el triunfo en la batalla de Tucumán, donde la decisiva carga de la caballería bien mandada le dio la victoria. 1.800 patriotas (800 infantes, 900 de caballería y 100 artilleros) derrotaron a 3.000 realistas (2.000 infantes y 1.000 artilleros). Los mismos sufrieron 450 bajas, 687 prisioneros y pérdida de municiones y material. Perdió toda su artillería de 18 cañones y parque en manos del ejército argentino, para el cual sería crucial ese rico botín. Tristán rehízo su ejército y se mantuvo en las afueras de la ciudad, pero el día 26 debió retroceder hacia Salta en donde había dejado al marqués de Yavi como gobernador, perseguido por Díaz Vélez.
Los cuatro meses con que contó para reorganizarse tras la victoria de Tucumán permitieron a Belgrano duplicar el número de sus hombres y mejorar su formación y disciplina, aunque le costaron el alejamiento de von Holmberg, enemistado con otros oficiales y llamado a Buenos Aires; la falta de un jefe de Estado Mayor dotado de formación táctica se haría notar más adelante. Recibió refuerzos desde Buenos Aires al mando de los tenientes coroneles Gregorio Perdriel y Benito Álvarez.

### Batalla de Salta
Bien pertrechado y con la moral alta, emprendió el 12 de enero la marcha hacia Salta, donde Tristán se había fortificado y solicitado refuerzos a Goyeneche, este le remitió los batallones Azángaro y Paucartambo, junto con una reducida caballería y 6 cañones. Un mes después, a orillas del Río Juramento, las tropas fueron las primeras en jurar lealtad a la Asamblea General Constituyente y a la bandera recientemente creada por Belgrano (actualmente bandera oficial de la República Argentina). El pasaje de ese río, que se hallaba desbordado, le insumió ocho días al ejército. El auxilio del capitán Aparicio, natural de la región, le permitió llegar por un sendero poco conocido hasta el camino de Jujuy, llegando el 13 de febrero a la hacienda de Castañar y enfrentar a Tristán por la retaguardia el 20 de febrero. Belgrano dispuso el avance en tres columnas al mando de Díaz Vélez, Martín Rodríguez y él mismo. Tras un comienzo poco auspicioso, la victoria de los independentistas en la batalla de Salta fue arrasadora, y Tristán se rindió incondicionalmente. 3.700 patriotas con 12 piezas de artillería aniquilaron a 3.700 realistas y 10 piezas de artillería, produciendo 480 realistas muertos y 114 heridos, mientras que solamente murieron 13 patriotas y 433 resultaron heridos. A cambio del juramento de no volver a tomar armas contra las Provincias Unidas, Belgrano garantizó a Tristán y sus hombres su libertad; quedó en posesión de todo su parque y armamento, con lo que su situación mejoró sensiblemente y además los realistas se obligaban a evacuar Jujuy dejando las armas.

ARTÍCULO 2.°: El jeneral, los jefes, i demás oficiales prestarán juramento de no volver a tomar las armas; i por todos los 
soldados del ejército, a quiénes les concede el señor jeneral Belgrano que puedan restituirse a sus casas, como las provincias unidas del Rio de la Plata, en las que se comprenden las de Potosí, Charcas, Cochabamba i la Paz.

### Consecuencias de la batalla de Salta
El general Tacón evacuó su división que se hallaba en Jujuy rumbo a Tupiza sin cumplir con la entrega de armas. Goyeneche se apresuró a dejar Potosí con 450 hombres el 1 de marzo de 1813 rumbo a Oruro y solicitó un armisticio a Belgrano, quien se lo concedió por 40 días, pero sin comprometerse a no seguir avanzando y ocupar Chichas. Goyeneche desde Oruro envió al virrey su renuncia al mando del ejército, la que fue admitida. En su reemplazo fue nombrado el teniente general Juan Henestrosa, quien condicionó su aceptación al cargo y el virrey lo reemplazó por el general Joaquín de la Pezuela. Goyeneche, para dirigirse a Arequipa, dejó inmediatamente el mando en el presidente de Charcas Juan Ramírez Orozco, quien había abandonado precipitadamente Chuquisaca el 2 de marzo para reunírsele, dejando como presidente y gobernador de Charcas a Esteban Agustín Gazcón.
Los soldados realistas juramentados en Salta, al llegar a Oruro fueron relevados de su juramento por el virrey y en gran parte reincorporados al ejército.
El 1 de marzo el Cabildo de Potosí nombró gobernador interino a Buenaventura Salinas y el día 3 este se dirigió por carta al general Díaz Vélez pidiendo órdenes:

Queda pues este pueblo, que tanto ha padecido con el ejército 
enemigo, en la mejor unión, i con los mas vivos deseos de que llegue cuanto antes su glorioso libertador; i como su gobernador interino, doi a V. S. esta noticia, juntamente con la enhorabuena de los repetidos triunfos de las armas de la patria, i espero me comunique sus órdenes para cuanto deba practicar (...)

El 9 de marzo el Cabildo de Chuquisaca se dirigió a Belgrano felicitándolo por la victoria de Salta y poniendo la ciudad a sus órdenes:

Por los adjuntos testimonios se informará V. S. de la salida de esta ciudad del señor presidente don Juan Ramírez: de haber tomado su gobierno este ayuntamiento, i en seguida haberlo subrogado en el doctor don Estévan Agustín Gazcon.- Este i el ayuntamiento y 
de acuerdo, han propendido en cumplimiento de su deber a mantener la quietud, la tranquilidad i el buen orden del pueblo para esperar así las órdenes de V. S. — Los deseos, el regocijo i las aclamaciones de los vecinos son una prueba indudable de su constante adhesión a esa Excma. junta, a quien representa V. S. dignamente, i de donde ha emanado el triunfante ejército auxiliador, a cuyo arribo este cuerpo individuará mejor por sus diputados los sentimientos mas vivos de respeto i obediencia que le animan (...)

400 chuquisaqueños se armaron en un cuerpo que al mando del teniente coronel Juan Antonio de Asebey partieron hacia Potosí para incorporarse al ejército de Belgrano.
En Santa Cruz de la Sierra el coronel Antonio Suárez, tras la fuga al Brasil del gobernador José Miguel Becerra el 18 de marzo de 1813 (la intendencia había sido establecida por Goyeneche en 1811), recuperó la ciudad y asumió el gobierno de la intendencia de Santa Cruz.
En Cochabamba, Gerónimo Lombera evacuó sus fuerzas rumbo a Oruro el 11 de marzo, por lo que el gobernador intendente Francisco José de Recabarren se dirigió por carta a Belgrano el 22 de marzo poniéndose a sus órdenes:

Por tanto, ruego a V. S., que con la posible anticipación provea de quien se encargue del gobierno de esta provincia, comunicando las órdenes e instrucciones que conduzcan a su 
felicidad i bienestar, cuyo logro es la única ambición que me asiste, i con este solo objeto le dirijo este espreso; concluyendo con darle los mas cumplidos plácemes i enhorabuena por la gloria de sus armas (...)

El 18 de junio Recabarren abandonó la ciudad y el cabildo nombró gobernador interino a Miguel José de Cabrera.
En el Perú, ante la noticia de los triunfos de Belgrano, Juan Paillardell fue su emisario coordinando el alzamiento del porteño Enrique Paillardell, confinado en Tacna luego de la batalla de Huaqui, y de Juan de Peñaranda en San Lorenzo de Tarapacá. Paillardell dirigió sus fuerzas en dirección de Arequipa, pero la guarnición realista de esa ciudad al mando de José Gabriel de Santiago le salió a su encuentro, derrotándolo completamente en la batalla de Camiara, huyendo los que pudieron al Alto Perú.
En esos momentos el balance de fuerzas era totalmente favorable para los patriotas. Belgrano comandaba un total de ocho o nueve mil combatientes, entre las unidades de línea y, principalmente, contingentes de milicianos de Salta, Tucumán, Santiago del Estero y Catamarca con su moral muy alta y consumados jinetes probados en el campo de batalla. Las fuerzas realistas dispersas por el Alto Perú y tras perder numerosos soldados y material militar eran apenas cinco a seis millares.

## Acciones en el Alto Perú y retirada hacia Jujuy
Con la adhesión de Potosí, Chuquisaca, Santa Cruz de la Sierra y Cochabamba, Belgrano permaneció en Salta por estar enfermo, pero su vanguardia al mando de Díaz Vélez entró en Potosí el 7 de mayo, llegando Belgrano a esa ciudad el 19 de mayo con el resto del ejército.
En Potosí Belgrano se dedicó a restaurar la administración en el Alto Perú para lo cual nombró como gobernador intendente de Potosí al coronel Apolinario Figueroa, de Cochabamba al coronel Juan Antonio Álvarez de Arenales y de Santa Cruz de la Sierra al coronel Ignacio Warnes en reemplazo del coronel Suárez, como presidente de la Audiencia de Charcas nombró a Francisco Antonio Ortiz de Ocampo. Junto con Warnes envió a Santa Cruz de la Sierra al coronel Santiago Carrera para que organizara uno o dos batallones allí. 
El 12 de julio fueron elegidos diputados para la Asamblea General Constituyente por los cabildos en las ciudades altoperuanas liberadas:
- de Potosí: Diego Ferreyra y Simón Ramila
- de Chuquisaca: José Mariano Serrano y Ángel Mariano Toro
- de Cochabamba: Pedro Buenaventura Carrasco y Pedro Ignacio de la Rivera

El ejército realista continuó reuniéndose en Oruro, incluyendo a los rendidos y liberados bajo palabra en Salta y a los evacuados por Tacón desde Jujuy. El general Ramírez celebró una junta de guerra que le recomendó avanzar posiciones hacia Potosí. El 25 de junio ocupó Challapata (a mitad de camino entre Oruro y Potosí) y el 30 se situó en Condo Condo, reubicándose luego en Ancacato (hoy Huancacato) al recibir el anuncio del cambio de gobernador en Cochabamba. Las vanguardias de ambos ejércitos tomaron contacto con algunas escaramuzas, la principal de las cuales tuvo lugar en el Combate de Pequereque, al oeste de Ancacato. En los primeros días de agosto el general de la Pezuela asumió el mando en Oruro llegando con un batallón del Real de Lima y 10 piezas de artillería, por lo que el ejército realista contaba con 5.000 hombres y 18 piezas de artillería establecidos entre Huancacato y Lagunillas (al este del lago Poopó), más unos 200 soldados de guarnición en Oruro, La Paz y el Desaguadero.
Belgrano destacó al coronel Cornelio Zelaya con un regimiento de caballería a Cochabamba con la misión de organizar allí una división de esa arma. Warnes llegó el 24 de septiembre a Santa Cruz de la Sierra con solo 25 soldados, entre ellos José Manuel Mercado.
A principios de septiembre Belgrano salió de Potosí con un ejército de 3.600 hombres, por lo que Pezuela salió de Huancacato y llegó a Vilcapugio el 13 de septiembre, situando luego su ejército en Condo Condo. A lo que Belgrano espondió ocupando la pampa de Vilcapugio el 27 de septiembre en donde esperó la incorporación de las fuerzas de Zelaya y los 2.000 indígenas de Cárdenas.
Anticipándose a la llegada de refuerzos, Pezuela atacó por sorpresa al ejército de Belgrano produciendo la batalla de Vilcapugio el 1 de octubre de 1813. Aunque parecía que la victoria era para los patriotas, finalmente se vieron derrotados. La batalla de Vilcapugio produjo 900 muertos (entre ellos el coronel realista La Hera) y 2.000 heridos. Belgrano retrocedió rumbo a Chuquisaca y reagrupó sus fuerzas en Macha el 5 de octubre en donde estableció su cuartel general, mientras Díaz Vélez se retiró hacia Potosí en donde el 6 de octubre fue sitiado por la avanzada realista comandada por el coronel Saturnino Castro. Tras la exitosa acción del entonces teniente Lamadrid en Tambo Nuevo el 25 de octubre, Castro y sus tropas se vieron obligados a retroceder hasta Condo Condo, en donde Pezuela tenía su cuartel general. Esto posibilitó que Díaz Vélez uniera sus fuerzas a las de Belgrano.
En Macha Belgrano obtuvo ayuda de Francisco Ortiz de Ocampo y recibió la incorporación de Díaz Vélez el 29 de octubre (con 300 fusileros y 3 cañones) y de Zelaya, conformando un ejército de casi 4.000 hombres. Partió luego a Ayohuma llegando el 9 de noviembre.
Cinco días después llegó el ejército comandado por el general Joaquín de la Pezuela, desatándose la Batalla de Ayohuma. El ejército patriota, con 2.000 hombres y 8 piezas de artillería (a pesar de contar con 3.400 hombres, 1.400 no estaban aptos para luchar) se enfrentó a un enemigo superior: de 3.500 hombres y 18 piezas de artillería. El combate fue sangriento para los dos bandos, perdiendo el patriota, aunque no fueron perseguidos por los realistas por haber sufrido 500 bajas y un enorme desgaste. El ejército de Belgrano tuvo más de 400 muertos y 800 heridos o prisioneros y perdió toda la artillería. Como consecuencia de estas derrotas, el Alto Perú volvió al control realista y Belgrano se retiró rumbo a Jujuy. El 18 de noviembre Belgrano y Díaz Vélez llegaron a Potosí, ciudad de la que partieron al día siguiente ante la inminente llegada del ejército realista, dando la orden de hacer volar la Casa de Moneda, lo cual no fue cumplido, el día 20 llegaron a Potosí las avanzadas realistas al mando de Saturnino Castro. Muchos vecinos de Potosí y Chuquisaca huyeron hacia Salta y Jujuy, mientras que cochabambinos siguieron a Álvarez de Arenales hacia Santa Cruz de la Sierra.
A principios de 1814 el ejército realista entró en Tarija, mientras el realista Manuel Valle ocupaba Tomina.
A principios de 1814 el general Ramírez con 3 batallones, 3 o 4 escuadrones y 8 piezas de artillería, destacó al coronel Castro, quien ocupó San Salvador de Jujuy y Salta y el coronel Guillermo Marquiegui avanzó sobre San Ramón de la Nueva Orán. Mientras Ramírez permaneció en Salta, Pezuela trasladó el cuartel general de Potosí a Tupiza, a donde llegó el 8 de febrero. Ante los rumores de contraataque, Pezuela reforzó en abril las fuerzas de Ramírez enviándole al coronel Francisco Navas con un batallón y 4 piezas de artillería, por lo que la división de vanguardia realista quedó compuesta de 3200 hombres y 12 piezas de artillería. Pezuela reunió en Tupiza dos nuevos batallones y el 16 de mayo de 1814 avanzó rumbo a Jujuy, ciudad en la que entró el día 27 de ese mes.
El hacendado realista de los valles Calchaquíes, Manuel Fernando de Aramburú, equipó a su costa un escuadrón de criollos que denominó Escuadrón de Caballería de San Carlos. Este escuadrón se unió a las fuerzas de Pezuela, continuando con el ejército realista hasta su rendición final en la batalla de Ayacucho.
El 23 de junio Alvear logró rendir Montevideo, lo cual al ser conocido por Pezuela, lo hizo desistir de avanzar sobre Tucumán y luego replegó el ejército hacia el río Suipacha, abandonando Jujuy el 3 de agosto y llegando a Suipacha el 24 de ese mes.
Para sofocar la rebelión de Pumacahua en el Cusco, Pezuela envió desde Tupiza el 17 de septiembre de 1814 una división de 1.200 soldados (2 batallones y 2 escuadrones) con 4 piezas de artillería, al mando del general Ramírez. El resto del ejército abandonó su posición del campamento de Cobos en el río Suipacha el 15 de septiembre y se trasladó a Santiago de Cotagaita en previsión de un avance de las fuerzas revolucionarias. Como avanzada permanecieron un batallón de cazadores y un escuadrón en Moraya y en Mojos. El día 19 se estableció el cuartel general en Cotagaita. En los días siguientes partieron destacamentos hacia Tarija y hacia Cinti, que fueron destruidas por Ramón Rojas y por Vicente Camargo respectivamente.

## Las republiquetas y la rebelión del Cusco
El general Pezuela envió a Santa Cruz de la Sierra al coronel Manuel Joaquín Blanco con una fuerza de 800 soldados y 2 cañones de las guarniciones de Oruro, Cochabamba y Chuquisaca, por lo que Álvarez de Arenales debió abandonar Cochabamba en diciembre de 1813, siendo vencido por Blanco en la Batalla de San Pedrillo el 4 de febrero de 1814. Álvarez de Arenales se refugió en la misión de Abapó en el Partido de la Cordillera, donde recibió auxilios de Warnes desde Santa Cruz. El 25 de mayo de 1814 vencieron en la Batalla de Florida sobre el realista Blanco, quien murió en ella. Ambos jefes continuaron resistiendo hasta la llegada del tercer ejército auxiliar. Álvarez de Arenales quedó al frente de todas las guerrillas (republiquetas) y comandó la denominada Republiqueta de Vallegrande y Warnes la Republiqueta de Santa Cruz. Blanco tomó Santa Cruz de la Sierra en abril de 1814.
Producida la Rebelión del Cuzco, los revolucionarios dirigidos por los hermanos Angulo y el cacique Mateo Pumacahua (pasado al bando revolucionario) enviaron un ejército al mando del coronel Juan Manuel Pinelo a mediados de agosto, quien tomó Puno, luego se dirigieron hacia la guarnición que protegía el paso del Desaguadero, en donde se hallaba el realista Joaquín Revuelta con 13 piezas de artillería y 160 hombres, los que desertaron a la llegada de los cusqueños el 11 de septiembre. El ejército rebelde, formado por 400 fusileros, 2 culebrinas y 4 cañones, se dirigió a La Paz, ciudad protegida por el gobernador intendente Marqués de Valdehoyos con 300 hombres y 4 piezas de artillería. El 24 de septiembre fue ocupada La Paz por Pinelo después de dos días de sitio.
La división de Ramírez llegó a Oruro el 15 de octubre y desde allí destacó 2 compañías sobre La Paz. Los revolucionarios cusqueños fueron derrotados en la batalla de Achocalla el 2 de noviembre de 1814 y seguidamente entró Ramírez en la arruinada ciudad de La Paz al día siguiente, retrocediendo rápidamente los independentistas de Pinelo hasta Puno. El cura Ildefonso de las Muñecas que había llegado con Pinelo, se refugió con 200 paceños en el Partido de Larecaja en donde encabezó la llamada Republiqueta de Larecaja. El 17 de noviembre continuó Ramírez su avance hacia el Virreinato del Perú dejando a José Landaverí como gobernador intendente de La Paz, con una compañía y 4 piezas de artillería.

## Reemplazo de Belgrano
En enero de 1814, en Tucumán, Manuel Belgrano fue reemplazado por el entonces coronel José de San Martín quedando a cargo del regimiento N.º 1 con el grado de coronel, el 30 de ese mes el gobierno lo separó del Ejército del Norte y viajó a Buenos Aires, donde fue arrestado y procesado, pero finalmente se le reconocieron sus méritos y honores. San Martín, por razones de salud renunció cuatro meses después, siendo reemplazado por el coronel José Rondeau.
Los objetivos de la campaña se alcanzaron parcialmente. El ejército realista no fue derrotado, pero se pudo repeler su ataque manteniendo la revolución. Las Provincias Unidas del Río de la Plata harían luego un nuevo intento de avanzar sobre el Alto Perú: tercera expedición auxiliadora al Alto Perú.